# Irem M-72
Irem M-72 es una Placa de arcade creada por Irem destinada a los salones arcade.

## Descripción
El Irem M-72 fue lanzada por Irem en 1984.
Posee un procesador V30 a 8 MHz , en el audio estaba a cargo el  Z80 a 3.579545 MHz  manejando un chip de sonido YM2151 trabajando a 3.579545 MHz.
En esta placa funcionaron 10 títulos.

## Especificaciones técnicas

### Procesador
- V30 a 8 MHz

### Audio
- Z80 a 3.579545 MHz

Chips de Sonido:
- - YM2151 trabajando a 3.579545 MHz

## Lista de videojuegos
- Air Duel
- Battle Chopper / Mr. HELI no Dai-Bouken
- Dragon Breed
- Gallop : Armed Police Unit
- Hammerin' Harry / Daiku no Gensan
- Image Fight
- Legend of Hero Tonma
- Ninja Spirit / Saigo no Nindou
- R-Type
- X Multiply